# Kachimittahalli, Bangarapet
Kachimittahalli là một làng thuộc tehsil Bangarapet, huyện Kolar, bang Karnataka, Ấn Độ.